# Serneus
Serneus est une localité du canton des Grisons, en Suisse, dans la vallée du Prättigau. Le village fait partie de la commune de Klosters-Serneus (Klosters, jusqu'en 1973) depuis 1865. Le village est resté paroisse indépendante, jusqu'en 1975. Il se trouve à huit kilomètres en aval de Klosters Dorf, à une altitude de 995 mètres, sur une hauteur en face de la Landquart.

## Historique
La première mention écrite du village date de 1475 sous le nom de Serneyss, probablement dérivé du mot latin désignant une ancienne ethnie locale, les Sarunetes. L'église est construite en 1479 sous le vocable de Saint-Sébastien, en style gothique tardif. Elle passe à la réforme calviniste en 1528. Le village est incendié pendant la guerre du Prättigau en 1621 et souffre encore d'un incendie en 1741. Le village est reconstruit en pierres.
Les vertus curatives de la source de Serneus sont découvertes en 1617, mais le tourisme thermal de Bad Serneus ne se développe qu'à la fin du XIXe siècle, après l'ouverture de la ligne de chemin de fer. L'hôtel thermal a rouvert ses portes en 1978. 

## Illustrations

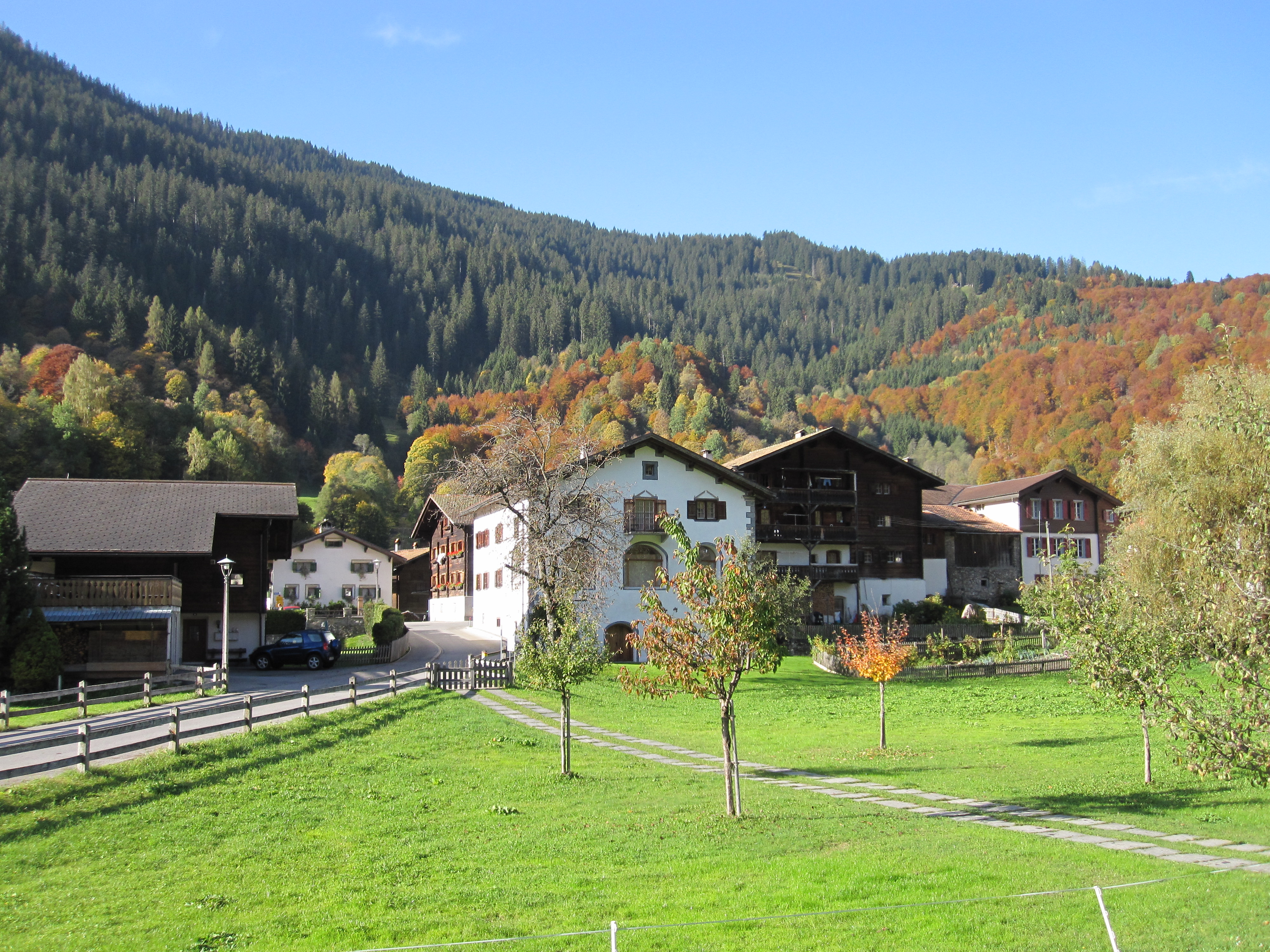
Entrée du village
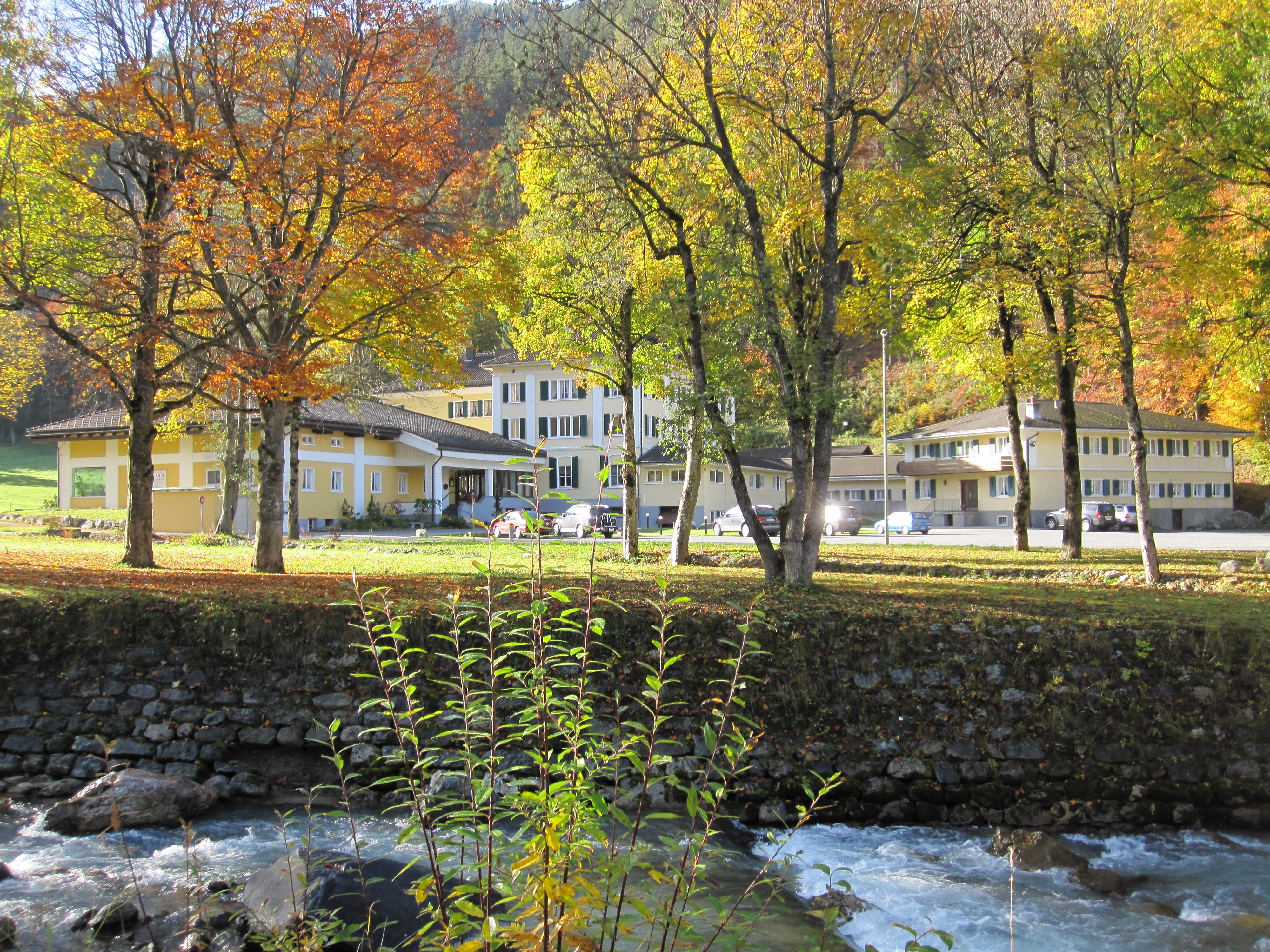
La cure thermale de Bad Serneus
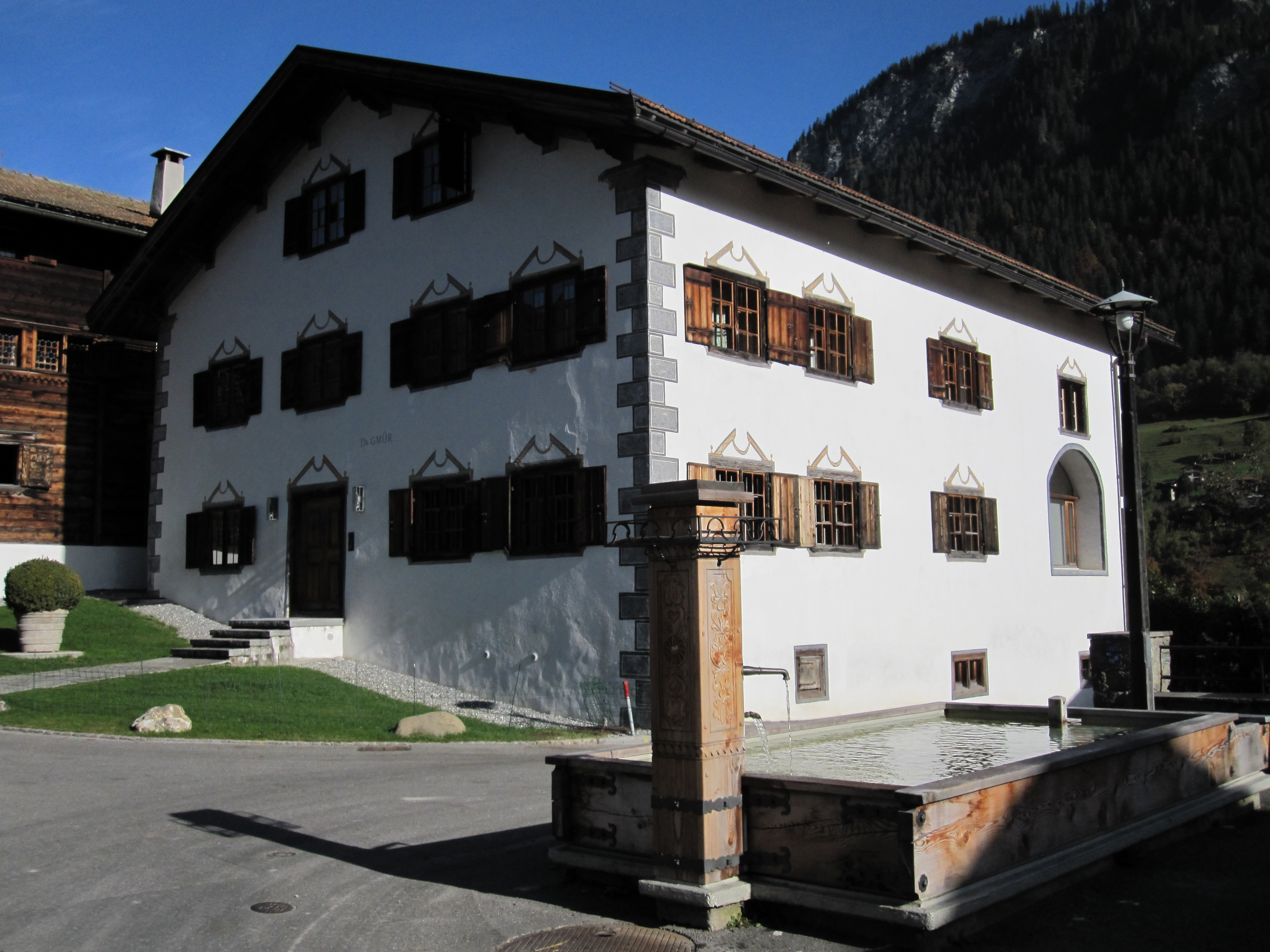
La maison Gmür, une des plus typiques du village (XVIIIe siècle)
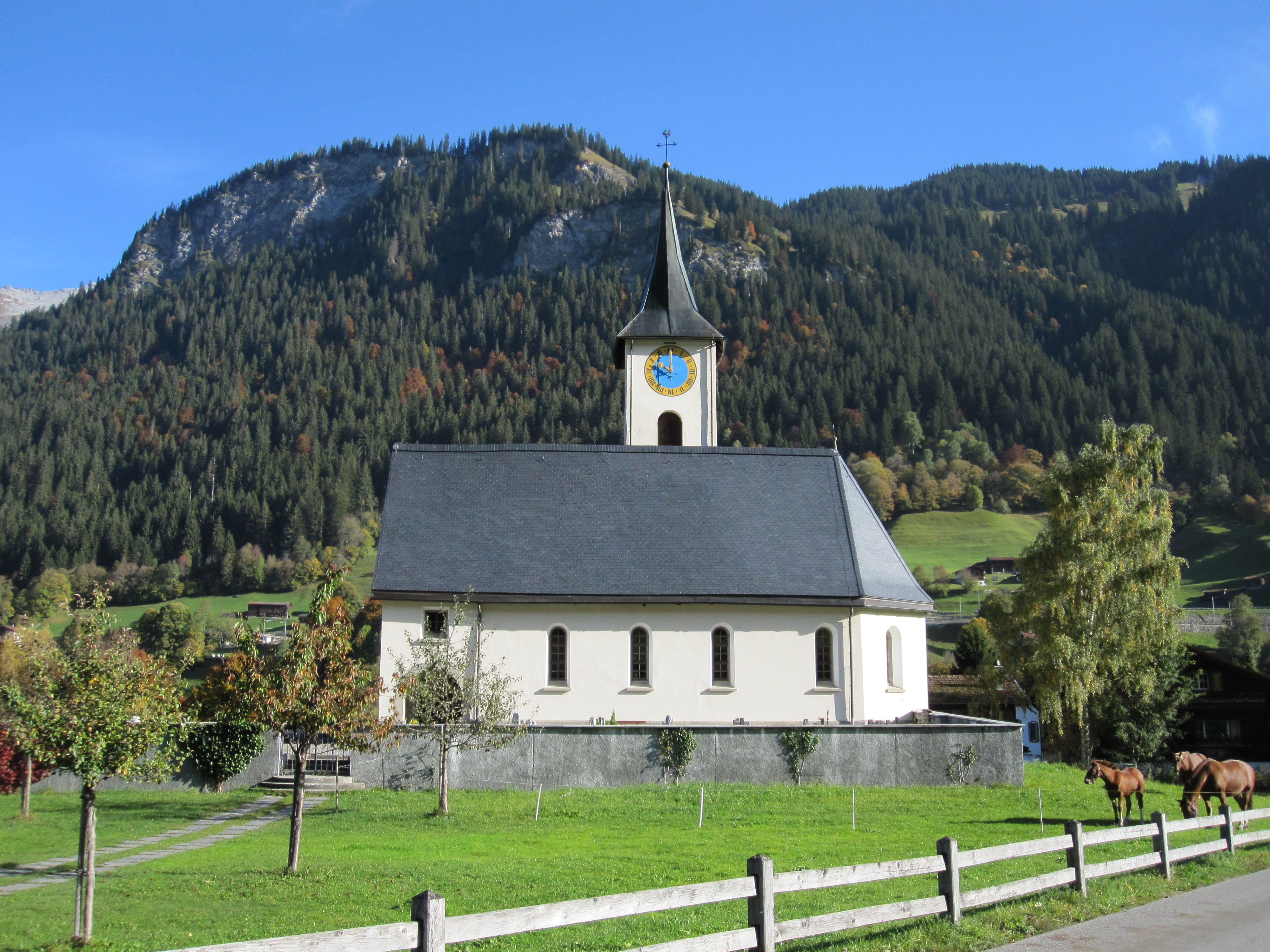
Vue de l'église de Serneus

## Source
- (de) Cet article est partiellement ou en totalité issu de l’article de Wikipédia en allemand intitulé « Serneus » (voir la liste des auteurs).